# Goldberg im Meßbachtal
Das Gebiet Goldberg im Meßbachtal ist ein vom Regierungspräsidium Stuttgart am 19. März 1993 durch Verordnung ausgewiesenes Naturschutzgebiet auf dem Gebiet der Stadt Krautheim und der Gemeinde Dörzbach im Hohenlohekreis in Baden-Württemberg.

## Lage
Das Naturschutzgebiet liegt am rechten Talhang des Messbachs zwischen der Ortschaft Meßbach und Altkrautheim, etwa 500 m südlich von Klepsau. Es gehört zum Naturraum Kocher-Jagst-Ebenen und zum FFH-Gebiet Jagsttal Dörzbach - Krautheim und grenzt unmittelbar an das Landschaftsschutzgebiet Jagsttal mit Nebentälern und angrenzenden Gebieten zwischen Kreisgrenze Schwäbisch Hall und Gemeindegrenze Krautheim/Schöntal.

## Landschaftscharakter
Es handelt sich um einen Steilhang mit einem Mosaik aus offenen Vegetationsformen trockenwarmer Standorte, wie Trockenrasen, Magerrasen, offene Felsbildungen und Steinriegel sowie verschiedenen Sukzessionsstadien (Saumvegetation, Hecken, Gebüsche und junge Waldbestände). Im Oberen Bereich wird der Hang von einer Schaumkalkbank durchzogen. Die skelettreichen, geringmächtigen Bodenauflagen fördern eine vielfältige Vegetation mit zahlreichen gefährdeten und seltenen Arten.

## Schutzzweck
Schutzzweck ist laut Schutzgebietsverordnung „die Erhaltung des biologisch vielfältigen und landschaftlich reizvollen Steilhanges im Meßbachtal und die Erhaltung und Förderung der hier vorkommenden Pflanzen- und Tiergesellschaften, insbesondere der offen gehaltenen Vegetationsformen trockenwarmer Standorte sowie von Teilflächen ungestörter Sukzession. Extensive Nutzungsformen wie Streuobstwiesen und Magerrasen mit Gebüschen im westlichen Gebietsteil sollen erhalten und gefördert werden.“

## Flora und Fauna
Das Gebiet ist sehr Artenreich, unter anderem kommen hier zahlreiche Orchideenarten, wie Hummel-Ragwurz, Fliegen-Ragwurz und Ohnsporn vor. Auch Trauben-Gamander, Runder Lauch, Ästige Graslilie, Kleines Mädesüß, Steppenfenchel und viele weitere Arten trockenwarmer Standorte sind vorhanden. Unter den Tieren leben unter anderem Zauneidechse und Baumpieper im Schutzgebiet.